# Reay Parish Church

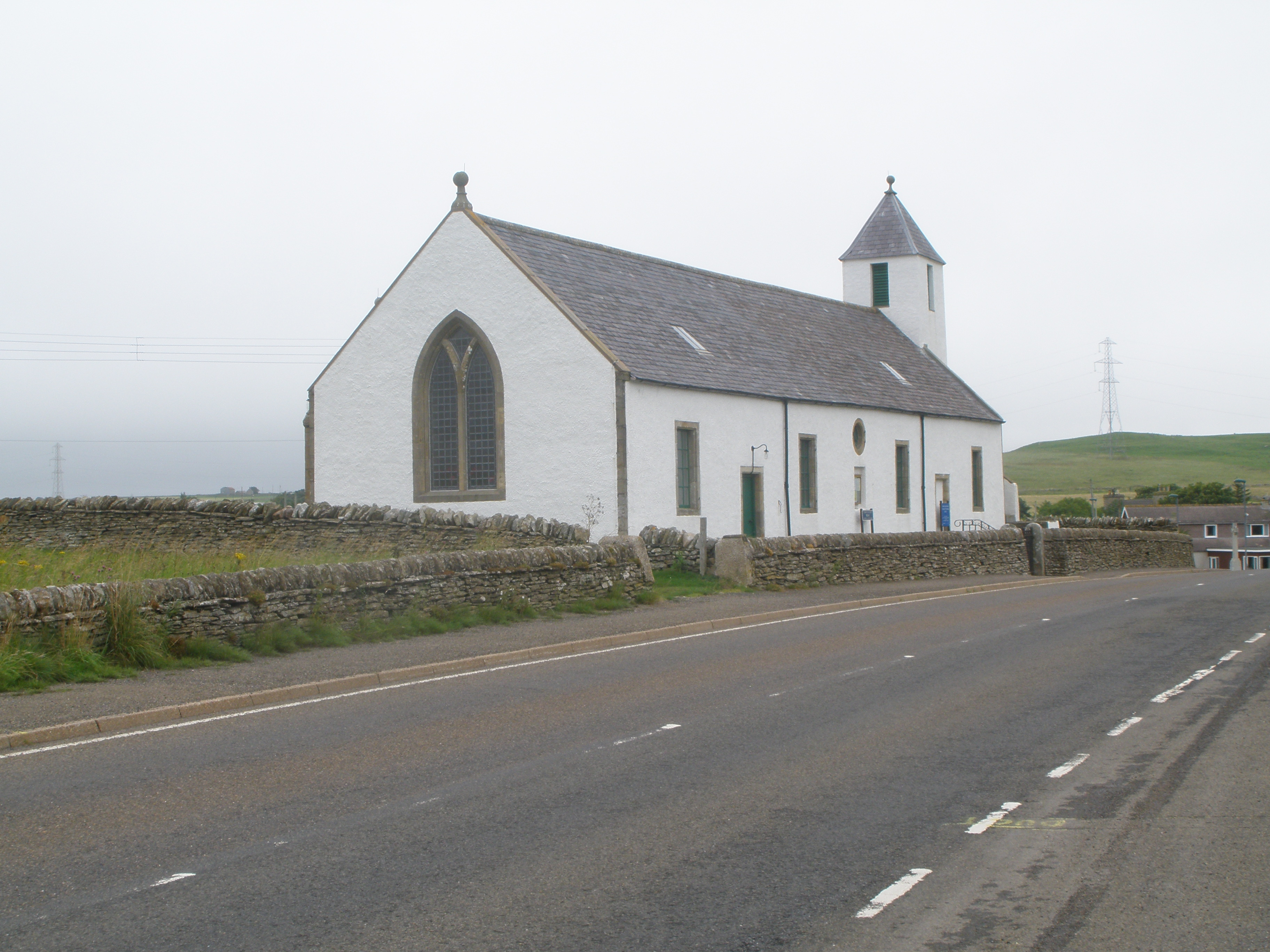
Reay Parish Church

Die Reay Parish Church ist ein Kirchengebäude der presbyterianischen Church of Scotland in der schottischen Ortschaft Reay in der Council Area Highland. 1971 wurde das Bauwerk in die schottischen Denkmallisten in der höchsten Denkmalkategorie A aufgenommen.

## Geschichte
Ein kurzes Stück östlich finden sich die Ruinen der aus dem 16. Jahrhundert stammenden Vorgängerkirche, die heute als Scheduled Monument geschützte Reay Old Church. Auf dem umgebenden Friedhof befindet sich auch die Familiengruft der MacKays of Bighouse. Vermutlich wurde der Standort jedoch schon zuvor christlich genutzt.
Mit dem Bau der Reay Parish Church als neue Pfarrkirche wurde die heutige Reay Old Church redundant und obsolet. 1933 wurde die Kirche überarbeitet und ihr Innenraum modernisiert. Im Folgejahr des schottischen Kirchenschismas von 1843 wurde mit der Reay Free Church ein weiteres Kirchengebäude in Reay errichtet.

## Beschreibung
Die Reay Parish Church steht abseits der A836 am Westrand von Reay nahe dem Reay Golf Club. Das schlicht ausgestaltete Kirchengebäude weist einen T-förmigen Grundriss auf. Seine Fassaden sind mit Harl verputzt, wobei Natursteineinfassungen ausgespart sind. Die südexponierte Hauptfassade der Reay Parish Church ist sieben Achsen weit. Auf den Achsen zwei und sechs sind schlichte Türöffnungen eingelassen, von denen die rechte zwischenzeitlich mit Mauerwerk verschlossen wurde. Mit Ausnahme des Rundfensters auf der Zentralachse sind längliche, zwölfteilige Sprossenfenster eingelassen.
Am Ostgiebel tritt ein Glockenturm mit quadratischem Grundriss hervor, an dessen Fuß sich das Hauptportal befindet. An seiner Südseite führt eine schlichte Freitreppe zu einer Seitentür im ersten Obergeschoss. Der Glockenturm schließt mit einem Pyramidendach mit abschließender Kugel. In den Westgiebel wurde im Zuge der Überarbeitung im Jahre 1933 ein spitzbogiges Maßwerk eingelassen. Am rückwärtigen Flügel führt eine Freitreppe zu einem weiteren Eingang zur Galerie. Der Architrav eines heute verschlossenen Eingangs zu einer Gruft ist dekorativ ornamentiert. Im Gebäudeinnenwinkel tritt die Sakristei heraus. Sämtliche Dächer sind mit Schiefer eingedeckt.